# Stenhomalus parallelus
Stenhomalus parallelus là một loài bọ cánh cứng trong họ Cerambycidae.